# Municipio de Saratoga (Dakota del Norte)
El municipio de Saratoga (en inglés, Saratoga Township) es un municipio del condado de LaMoure, Dakota del Norte, Estados Unidos. Tiene una población estimada, a mediados de 2022, de 65 habitantes.
Abarca una zona exclusivamente rural.

## Geografía
Está ubicado en las coordenadas 46°35′41″N 98°27′46″O / 46.59472, -98.46278. Según la Oficina del Censo de los Estados Unidos, tiene una superficie total de 93.71 km², de los cuales 93.60 km² corresponden a tierra firme y 0.11 km² están cubiertos de agua.

## Demografía
Según el censo de 2020, en ese momento había 60 personas residiendo en la zona. La densidad de población era de 0.64 hab./km². El 96.67 % de los habitantes eran blancos y el 3.33 % eran de otras razas. Del total de la población. el 3.33 % eran hispanos o latinos de cualquier raza.